# Rambone XXX: A DreamZone Parody
Rambone XXX: A DreamZone Parody ist eine Porno-Parodie aus dem Jahr 2013 über den Film Rambo.

## Handlung
Rambone, die den Charakter Rambo aus dem Originalfilm widerspiegelt, driftet in eine kleine Stadt und trifft einen feindlichen Sheriff, der sie aus der Gemeinschaft verbannen will. Es kommt zu sexuellen Handlungen und Kampf zwischen den Sheriffs und Rambone.

### Szenen
- Szene 1. Brianna Brooks, Tommy Pistol
- Szene 2. Kendall Karson, Seth Gamble
- Szene 3. Christy Mack, Derrick Pierce
- Szene 4. Bonnie Rotten, Ryan McLane

## Produktion und Veröffentlichung
Produziert wurde der Film  von Dream Zone Entertainment und vermarktet wird er von Vantage Distribution auf DVD. Regie führte Jordan Septo. Erstmals wurde der Film 29. Oktober 2013 in den Vereinigten Staaten veröffentlicht.

## Nominierungen
- Inked Awards, 2014
  - Nominee: DVD of the Year

- Nightmoves, 2014
  - Winner: Best Parody: Drama

- Nightmoves Fan Awards, 2014

- XBiz Awards, 2015
  - Nominee: Best Scene – Parody Release, Bonnie Rotten, Ryan McLane